# Fabio (martire)
San Fabio (Nicomedia, III secolo – Cures Sabini, 305) fu un discepolo di sant'Antimo. Viene venerato come santo e martire dalla Chiesa cattolica. La sua vita è accomunata con quella di altri santi. Di loro si parla nella Passio Sancti Anthimi.

## Storia
San Fabio nacque probabilmente nel III secolo, in una località identificata come "Nicomedia" , o zone limitrofe dell’Impero romano.  
Secondo il racconto della Passio, Fabio fu discepolo di sant’Antimo, vescovo e martire cristiano perseguitato durante le repressioni volute dall’imperatore Diocleziano. In quegli anni, il proconsole dell'Asia Minore era Faltonio Piniano. Quando Cheremone, consigliere anticristiano di Piniano, denunciò Antimo e i suoi seguaci, Fabio fu imprigionato con il suo maestro. Il punto di svolta arrivò quando Piniano, già gravemente malato, accettò di incontrare Antimo per cercare guarigione. A condizione che si convertisse, Antimo lo guarì e lo battezzò. Fu così che anche Fabio, con gli altri, venne liberato. Poco dopo, richiamato a Roma, Piniano decise di portare con sé Antimo e i suoi discepoli, tra cui Fabio. Una volta giunti nella capitale, per proteggerli dalle persecuzioni, il proconsole li allontanò affidandoli a due sue proprietà: Fabio fu inviato nella zona sabina di Curi assieme ad Antimo, Massimo e Basso. Nascosti ma non inattivi, presero a evangelizzare le campagne circostanti. Dopo un miracolo di Antimo verso un sacerdote pagano, la notizia si diffuse e il gruppo venne arrestato. Dopo torture e interrogatori, loro si rifiutarono di rinnegare il cristianesimo e di offrire sacrifici agli dei pagani, il gruppo venne martirizzato (tramite decapitazione). Fabio fu l'ultimo ad essere giustiziato, molto probabilmente lungo la via Salaria oppure a Cures Sabini (antica città della valle del Tevere).

## Agiografia
Le scarse notizie sulla vita di san Fabio provengono dalla  Passio Sancti Anthimi, un testo agiografico redatto tra il V e il IX secolo. Il suo martirio, in quanto discepolo di sant’Antimo, è raccontato insieme a quello di altri santi: Massimo, Basso, Sisinnio, Dioclezio e Fiorenzo.

## Culto
La memoria liturgica è fissata l'11 maggio. Fabio, inoltre, è festeggiato il 27 maggio a Vienna, dove il suo corpo è venerato dalle Carmelitane Scalze. Il monastero, dedicato a san Giuseppe, fu eretto il 22 ottobre 1633 e raccoglie più di 200 reliquie. Il bollandista Daniel Papebroech confermò la santità dei corpi e credette che uno di questi fosse il corpo di san Fabio. Permangono tuttavia parecchi dubbi sull'identificazione di tali reliquie. Francesco Lanzoni ritiene a sua volta che le reliquie del santo si trovino in un monastero del Sud Italia, dove sono venerate numerose reliquie di santi africani.